# ČT1
ČT1 (ČT Jedna, Česká televize 1, Jednička) es el primer canal de televisión público de Chequia, perteneciente a Česká televize. Su programación es generalista con espacios informativos, series, producción propia y entretenimiento.

## Historia
La historia de ČT1 se remonta a Československá televize 2, cuyas emisiones comenzaron el 10 de mayo de 1970. Inicialmente, la disponibilidad estaba limitada a las principales ciudades de Checoslovaquia y emitía tres días a la semana.
El 9 de mayo de 1973, Československá televize 2 empezó a emitir en color y fue ampliando de forma gradual el alcance del canal y a partir de 1976 empezó a emitir todos los días a partir de las 15:00.
En 1975, Československá televize 2 estaba disponible en el 43% del territorio de Checoslovaquia y en 1980 el canal ya cubría el 65,5% del país.
Tras la Revolución de Terciopelo de 1989, se produjeron cambios en los canales de ČST. Československá televize 2 cesó sus emisiones el 2 de septiembre de 1990, dividiéndose en 2 canales: ČTV para Chequia y S1 para Eslovaquia.
ČTV inició emisiones el 3 de septiembre de 1990. Sin embargo, el canal cesó sus emisiones el 31 de diciembre de 1992, siendo sustituida por ČT1.
ČT1 inició emisiones el 1 de enero de 1993, tras la disolución de Checoslovaquia. Desde septiembre de 1997, el canal emite 24 horas.
ČT1 cesó sus emisiones en televisión analógica el 30 de noviembre de 2011. El canal emite en HD desde el 1 de marzo de 2012, reemplazando a ČT HD.
El cierre del múltiplex 1 de DVB-T (televisión digital terrestre) donde se emitían los canales de Česká televize se anunció en noviembre de 2019. Finalmente, el múltiplex se cerró el 30 de septiembre de 2020. Desde entonces, el canal emite en DVB-T2 y plataformas de cable, satélite e IPTV.

## Programación
- Studio 6
- Zprávy ve 12
- Zprávy
- Události v regionech
- Události
- Branky, body, vteřiny
- Černé ovce
- Reportéři ČT
- Máte slovo
- Otázky Václava Moravce
- Na stopě
- 168 hodin
- Gejzír
- Z metropole
- Týden v regionech
- Polopatě
- Hobby naší doby
- DoktorKA
- AZ-kvíz
- Kde domov můj?
- Všechnopárty

## Imagen corporativa

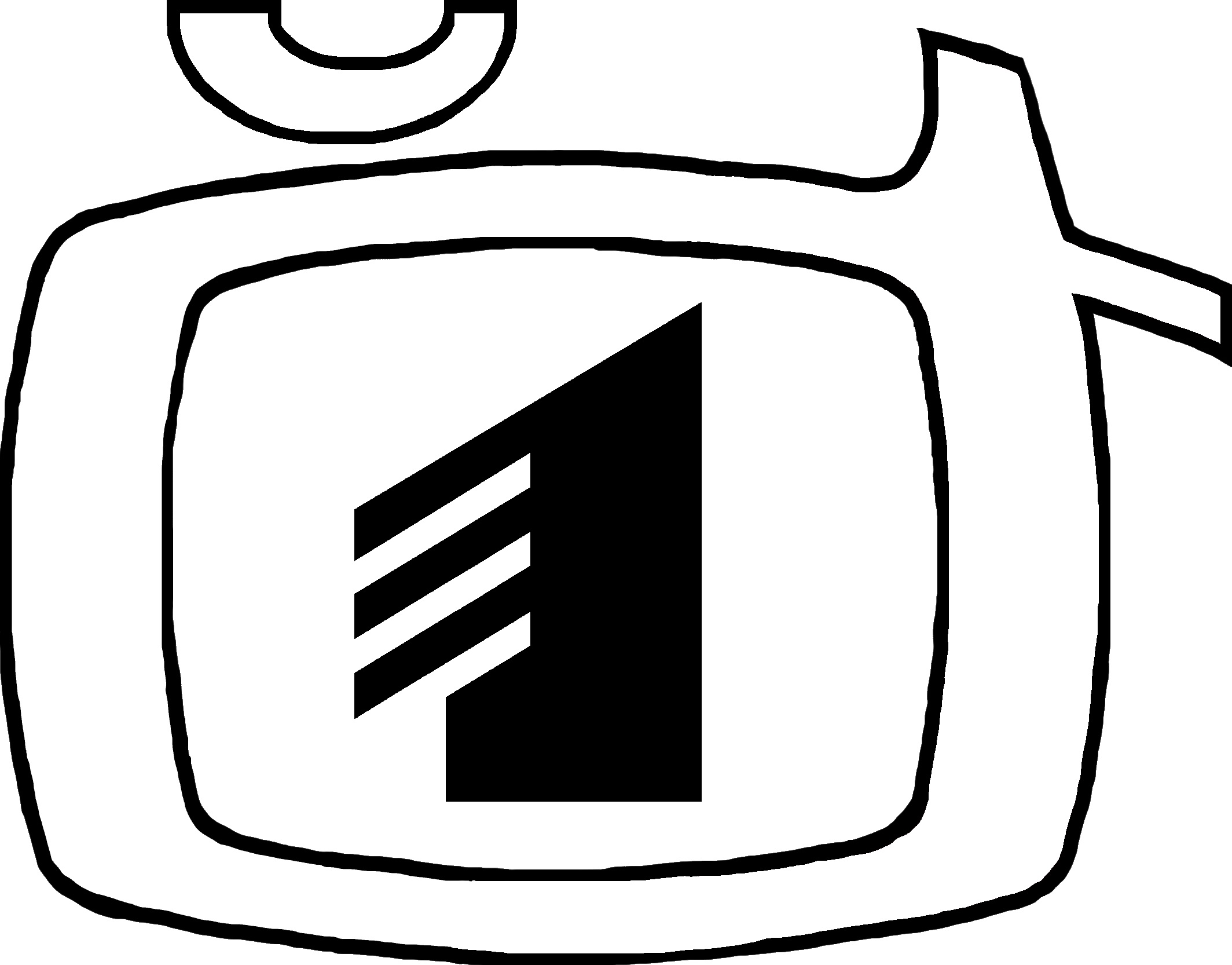
1993 - 1994
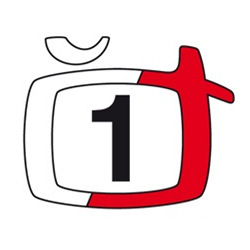
1994 - 2007
2007 - 2012
Desde 2012
Logo en HD